# Fiorinia taiwana
Fiorinia taiwana är en insektsart som beskrevs av Takahashi 1934. Fiorinia taiwana ingår i släktet Fiorinia och familjen pansarsköldlöss. Inga underarter finns listade i Catalogue of Life.